# José Antônio de Abreu Fialho
José Antônio de Abreu Fialho (Aracaju, 20 de janeiro de 1874 – Rio de Janeiro, 17 de março de 1940) foi um médico brasileiro.
Foi eleito membro da Academia Nacional de Medicina (ANM) em 1899, ocupando a Cadeira 27, da qual Augusto Brandão Filho é o patrono. É patrono da Cadeira 71 da ANM.